# Jergeni
Jergeni (rusky Ергени, z kalmyckého výrazu Өргн — vyvýšený) je vysočina na jihu evropské části Ruska. Rozkládá se na území Volgogradské oblasti, Rostovské oblasti a Kalmycké republiky. Táhne se od severu k jihu v délce asi 330 km, nejvyšším vrcholem je Šared (222 m n. m.). Jižní hranici tvoří Kumomanyčská propadlina. Jergeni tvoří hranici mezi povodím Volhy a Donu, pramení zde řeky Sal a Jesaulovský Aksaj. Na jižních svazích se nachází kalmycké hlavní město Elista.
Krajina je tvořena náhorní plošinou, zbrázděnou četnými roklemi a koryty občasných toků. Převládají kaštanové půdy, na kterých roste stepní vegetace, jako kavyl nebo pelyněk, ze stromů jsou nejčastější duby a jilmy. Žije zde orel stepní, poštolka rudonohá nebo jeřáb panenský. V oblasti panuje kontinentální podnebí, zimní teploty klesají na -10 °C. Nedaleko obce Vesjolaja Balka se nacházejí léčivé minerální prameny.